# Асимакопулос, Атанасиос
Атанасиос (Том) Асимакопулос (англ. Athanasios (Tom) Asimakopulos; 1930, Монреаль — 25 мая 1990) — канадский экономист греческого происхождения, социалист.
Бакалавр (1951) и магистр (1953) университета МакГилл; доктор философии (1959) Кембриджского университета. С 1959 г. преподавал в университете МакГилл (профессор с 1966; глава департамента экономики с 1974 по 1978). Член Канадского королевского общества (с 1976).
Один из представителей посткейнсианского направления, развивал взгляды левых экономистов Джоан Робинсон и Михаля Калецки.

## Биография
Асимакопулос родился в Монреале в 1930 году. Он получил образование в Университете Макгилла, получив степень бакалавра в 1951 году и степень магистра в 1953 году. В сентябре 1953 года Том уехал в Кембридж; темой его исследования было исследование трех товаров, трех стран по теории международной торговли «изменения производительности, торговый баланс и условия торговли». Вместе со своим однокурсником Кейтом Фрирсоном, австралийским экономистом, Том ходил на лекции Джоан Робинсон о накоплении капитала-великий опус Робинсона, который стремился расширить теорию Кейнса, чтобы объяснить долгосрочные проблемы роста и накопления капитала.
Поначалу, Атанасиоса, раздражала критика Робинсона ортодоксальных теорий ценности и распределения, и неоклассической методологии, на которых он был воспитан. Кроме того, Асимакопулос регулярно посещал семинары для студентов-исследователей, которые проводили Пьеро Сраффа, Робин Маррис и Николас Калдор.
С 1956 по 1957 год, Асимакопулос читал лекции по экономике и политологии в Университете Макгилла. С 1957 по 1959 год он работал ассистентом профессора в Королевском военном колледже. В 1959 году он вернулся в Макгилл и стал ассистентом профессора, работая рядом с Дж. К. Уэлдоном. В 1963 году его повысили до должности доцента, а в 1966 году он стал профессором. Он занимал пост председателя Экономического факультета с 1974 по 1978 год.
Преподавание было его главным приоритетом; Асимакопулос любил преподавать курс микроэкономики отличникам в Макгилле. Несмотря на то, что у него был помощник, Асимакопулос следил за тем, чтобы время от времени он сам давал уроки, на которых он подчеркивал, важность анализа и его последствий для результатов изучаемой теоретической модели.
Он много писал о работах таких экономических теоретиков, как Дж. м. Кейнс, Джоан Робинсон и Михал Калецки. Он принимал активное участие во многих профессиональных ассоциациях и организациях. Он имел многочисленные награды и был приглашенным профессором и научным сотрудником в университетах Соединенных Штатов, Англии и Австралии. С 1976 по 1990 год он был членом Королевского общества Канады.
Атанасиос Асимакопулос умер от лейкемии в 1990 году.

## Вклад в экономическую теорию
Асимакопулос был посткейнсианским ученым, который развивал теории Михала Калецкого. Асимакопулос писал в основном вокруг кейнсианских тем и на них, а также о росте, распределении и техническом прогрессе. Со временем вклад Калецкого стал иметь большое влияние; Асимакопулос вернулся к работам Калецкого. Калецкий делал упор на то, что детерминанты распределения доходов, детерминанты экономической активности, детерминанты прибыли, долгосрочный рост, перспективы экономики или влияние несовершенной конкуренции на рост доходов, что впоследствии, стали важным источником вдохновения для многих экономистов, которых мы называем посткейнсианцами, включая Асимакопулоса.
Преимущество теорий, исходящих от Калецкого, состоит в том, что они ближе к тому, что можно назвать «нормальными» теориями. Статьи Калецкого, приемлемо формализованы и не так широко открыты для различных интерпретаций, как Основная теория Кейнса.

Когда посткейнсианцы рассматривают производственную сторону экономики в своих моделях, они обычно населяют свои модели фирмами, которые не действуют ни в условиях совершенной конкуренции, ни в условиях совершенной монополии. Посткейнсианские фирмы обычно устанавливают свои цены как надбавки к себестоимости. Прибыль этих фирм, как правило, оказывает ярко выраженное влияние на инвестиционные решения и, следовательно, определяет прибыль в будущем. Эта двусторонняя связь между прибылью и инвестициями явно соответствует духу Асимакопулос. Наиболее емкое определение посткейнсианской экономики дает Джоан Робинсон:
Для меня выражение «Посткейнсианство» имеет определённый смысл; оно применимо к экономической теории или методу анализа, который учитывает разницу между будущим и прошлым.

## Посткейнсианство
Основная принципы посткейнсианцев состоят в том, чтобы иметь более сложную и реалистичную структуру спроса и предложения, которая включает в себя ценообразование наценки, тенденцию к монополизации, работу эндогенных денег и кредита, круговую и кумулятивную причинно-следственную связь и прагматическое руководство экономической стратегией. Действие неопределенности ведет к нестабильной капиталистической системе, которая требует заключения соглашений, способствующих стабильности. На глобальном уровне это требует более справедливого распределения власти, так что бремя корректировки своей политики ложится на страны с профицитом торгового баланса. Более всего посткейнсианцы избегают количественной теории денег, поскольку считается, что деньги и кредит, влияет на объём производства и занятость как в краткосрочной, так и в долгосрочной перспективе. Действительно, подобно институционалистам и марксистам, они рассматривают капиталистическую экономику как денежную систему производства, где деньги и избирательное финансирование являются существенными аспектами её функционирования. Джон Мейнард Кейнс, Ричард Кан, Ричард Гудвин, Николас Калдор, Луиджи Пасинетти, Джоан Робинсон и Пьеро Сраффа — все они изначально начинали в рамках господствующей экономической теории своего времени, неоклассической экономической теории.
Все они успешно и по-настоящему вышли за его пределы неоклассической экономической теории, пытаясь создать либо революционную альтернативу, либо реабилитировать классическую марксистскую экономику, в большинстве случаев в свете кейнсианской революции. Единственным исключением является Михал Калецкий.
Однако Асимакопулос позиционировал себя в качестве основного экономиста. Он даже отклонил приглашение быть включенным в первое издание Филипа Арестиса и Малькольма Сойера, поскольку считал, что его взгляды и вклад полностью принадлежат традиции собственно экономической науки, а не течению несогласных (он был включен во второе издание).

## Критика Асимакопулосом предельной эффективности инвестиций Кейнса
В своей общей теории Джон Мейнард Кейнс предложил инвестиционную функцию вида < I = I0 + I (r)>, где связь между инвестициями и процентной ставкой имела довольно простую форму. Предполагалось, что фирмы «ранжируют» различные инвестиционные проекты в зависимости от их «внутренней нормы прибыли» (или «предельной эффективности инвестиций»), а затем, столкнувшись с заданной нормой процента, выбирают те проекты, где внутренняя норма прибыли превышает норму процента. При наличии бесконечного числа доступных проектов это сводилось к утверждению, что фирмы будут инвестировать до тех пор, пока их предельная эффективность инвестиций не будет равна норме процента, то есть < MEI = r >.
Асимакопулос, Пьеро Гарегнани и несколько Посткейнсианцев предложили неприятную критику оригинальной формулировки Кейнса. Асимакопулос ставил под сомнение саму возможность нисходящей предельной эффективности инвестиционной функции при наличии безработицы. В частности, мы можем отметить, что множитель Кейнса подразумевает, что если инвестиции предпринимаются, то с помощью этого множителя совокупный спрос и объём производства растут. Но если предельная эффективность инвестиционной функции зависит от ожидаемой будущей доходности, то не должен ли увеличенный доход и, следовательно, совокупный спрос со стороны коэффициента предполагать более высокую будущую доходность? Если это так, то функция MEI (Marginal efficiency of capital) должна смещаться вправо.

## Основные произведения
- «Введение в экономическую теорию: микроэкономика» (An Introduction to Economic Theory: Microeconomics, 1978);
- «Калецки и Кейнс о финансах, инвестициях и сбережениях» (Kalecki and Keynes on Finance, Investment and Saving, 1983);
- «Общая теория» Кейнса и накопление" (Keynes’s General Theory and Accumulation, 1991).